# Otto Konrad
Otto Konrad (* 1. November 1964 in Graz, Steiermark) ist ein ehemaliger österreichischer Fußballspieler und ÖFB-Tormanntrainer sowie Politiker (Parteilos, davor TEAM). Von Juni 2013 bis Juni 2018 war er Abgeordneter zum Salzburger Landtag.

## Spielerkarriere
Otto Konrad wurde 1964 als Sohn eines Bandagisten geboren. Er begann in der Nachwuchsabteilung des Grazer Sportklubs als Torhüter und Stürmer. Erst mit 16 Jahren entschied sich Konrad, nur mehr als Torhüter zu spielen. 1981 wechselte er für 20.000 Schilling zum Lokalrivalen Sturm Graz. Da er als vierter Tormann geholt wurde, kam Konrad erst im August 1984, mit 19 Jahren, in der Bundesliga, durch Verletzungen der ersten Torhüter, zum Einsatz.
Durch seinen Einsatz im Training empfahl er sich immer mehr für weitere Einsätze und im Herbst 1986 wurde er häufiger, neben dem damaligen Standardtorhüter Walter Saria, eingesetzt. Ab 1987 war Konrad dann der Stammtorhüter von Sturm Graz. Die größten Erfolge bei Sturm waren die erste Runde beim UEFA-Cup und der vierte Platz in der Bundesliga.
1991 wechselte er zu SV Austria Salzburg. Dort erlebte er seine größten Erfolge. Er wurde zweimal österreichischer Meister, erreichte das UEFA-Cup-Finale und spielte in der Champions League.
Beim UEFA-Cup-Viertelfinale am 15. März 1994, Eintracht Frankfurt gegen Austria Salzburg, hielt Konrad beim Elfmeterschießen zwei Elfmeter und verwandelte selbst den entscheidenden. Sein damaliger Tormanntrainer Marinko Koljanin meinte dazu: „Das war der wichtigste Moment in seinem Leben. Da ist er von einem sehr guten Tormann zu einem Spitzentormann geworden.“
Am 28. September 1994 wurde Konrad bei einem UEFA-Champions-League-Spiel gegen AC Mailand von einer Wasserflasche getroffen und musste deswegen ausgewechselt werden. Der AC Mailand gewann dieses Spiel mit 3:0. Nachträglich wurden die Punkte dem AC Mailand wegen dieses Vorfalls wieder abgezogen, das Torverhältnis wurde jedoch nicht geändert. Somit kam der AC Mailand und nicht die Salzburger Auswahl in die K.-o.-Runde.
1993 und 1994 gewann er die Krone-Fußballerwahl. Am 29. Oktober 1994 erzielte er per Kopf (nach einer Freistoßvorlage von Tomislav Kocijan) in der 90. Minute das Ausgleichstor beim 1:1 gegen Stahl Linz, das zum Tor des Jahres 1994 gewählt wurde.
Otto Konrad wechselte 1997 zu Real Saragossa und war dort Stammtorhüter. Seine Auslandskarriere endete 1999. Nach seiner Rückkehr verpflichte ihn DSV Leoben und verlieh ihn für ein halbes Jahr an den Liebherr GAK. Deren Stammtorhüter hatte sich bei einem Spiel eine schwerwiegende Verletzung zugezogen, weshalb der GAK (Trainer Werner Gregoritsch) einen Torhüter suchte, der während der Saison wechseln konnte. Konrad nahm die Rolle des Ersatztorhüters an. Danach wechselte er wieder in die 1. Division zu DSV Leoben. Auch hier bestritt er nur wenige Einsätze. Zwischen 2001 und 2003 spielte er noch beim PSV Schwarz-Weiß Salzburg in der Regionalliga West und in der 1. Landesliga Salzburg.
Zwischen 1986 und 1988 war Konrad U21-Tormann. Zu seinem ersten Einsatz in der österreichischen Nationalmannschaft kam er am 24. Mai 1989 bei einem Freundschaftsspiel gegen Norwegen. Da es zu der Zeit allerdings einige gute österreichische Torhüter gab, kam er selten zu Einsätzen. Bei der WM 1990 war Konrad dritter Tormann. Bei der Qualifikation zur Fußball-Europameisterschaft 1996 spielte er einige Spiele. 1994 war er für kurze Zeit Stammtorhüter, wurde allerdings nach einer Verletzung wieder zurück gereiht. Konrad trat danach von der Nationalmannschaft zurück.
2005 gab er auch noch ein kurzes Gastspiel bei dem Landesligaverein SV BW Sachsenburg in Kärnten, wo er den dort verletzten Torhüter ersetzte. Trotz seiner Hilfe blieb dem Verein der Abstieg in die Unterliga nicht erspart. Im Juli 2006 ließ sich Konrad dazu überreden, für die Saison 2006/07 das Tor des 1. Oberndorfer SK in der Salzburger Landesliga zu hüten. Ende 2006 übernahm er für die Frühjahrssaison den Trainerstuhl des Vereins.

## Trainerkarriere
Im Herbst 2005 übernahm er für zwei Spiele den Posten als Tormanntrainer der österreichischen Nationalmannschaft, ehe er in den Nachwuchsbereich des ÖFB wechselte. Von Herbst 2006 bis 2011 war er Tormanntrainer der U-21 Nationalmannschaft. Durch die Bestellung von Marcel Koller als Teamchef stieg er im Herbst 2011 in die A-Nationalmannschaft auf, bis er im März 2013 aufgrund seines politischen Engagements einvernehmlich aus dem Trainerstab ausschied.
Seit der Saison 2010/11 war Otto Konrad auch Tormanntrainer des SV Grödig, wo er gemeinsam mit seinen "alten" Austria Salzburg-Kollegen Heimo Pfeifenberger und Franz Aigner das Trainerteam bildete.

## Politik
Im Jänner 2013 wurde zunächst verlautbart, dass Otto Konrad das Team Stronach künftig als „Gesundheitsexperte“ unterstützen werde. Für die Partei kandidierte er bei der Salzburger Landtagswahl am 5. Mai 2013 auf Platz 2 der Landesliste. Bei dieser erreichte das Team Stronach für Salzburg 8,3 % der Stimmen, was drei Mandaten im Salzburger Landtag entspricht. Konrad trat das Amt als Abgeordneter zum Salzburger Landtag im Juni 2013 an.
Im November 2015 erklärte Konrad seinen Austritt aus dem Team Stronach und aus dem Stronach-Landtagsklub, nachdem es parteiinterne Streitigkeiten gegeben hatte. Er behielt aber sein Mandat im Salzburger Landtag und wurde in der Folge Wilder Abgeordneter, der allerdings nach eigenen Angaben weiterhin die Landesregierung Haslauer jun. I, der das Team Stronach als Koalitionspartei angehört, unterstützen wolle. Nach der Landtagswahl in Salzburg 2018 schied er aus dem Landtag aus.

## Sonstiges
Konrad gehörte gemeinsam mit Wolfgang Feiersinger und Heimo Pfeifenberger zu den Salzburger Publikumslieblingen und erreichte 1994 nach dem Spiel in Frankfurt hohe österreichweite Bekanntheit. Diese nutzte er, um zu Werbeverträgen (zum Beispiel für Ovomaltine) zu kommen. Zusätzlich nahm er 1994 im Zuge seiner Popularität zwei CDs auf: Wir sind die Salzburger Fans mit der Gruppe Superchamp & Otto Konrad und Almhütt´n mit Die Fidelen Technotaler. Bis 1997 verkauften sich beide CDs insgesamt 42.000 Mal.
Er ist Werbeträger der Grazer Lederschmuckmarke Cowstyle.
1996 spielte er sich selbst in dem Salzburger Film Ein Rucksack voller Lügen.

## Privates
Neben seiner sportlichen Karriere erlernte Konrad schon früh den Beruf des Bandagisten, in dem er insgesamt sieben Jahre lang tätig war. So war er nach der Meisterprüfung (1991) unter anderem Inhaber der Firma Sanitätshaus Otto Konrad. 2006 schloss er die Trainerausbildung zur UEFA-A-Lizenz ab. In den Jahren 2007 bis 2009 folgte dann der Master of Business Administration für Projekt- und Prozessmanagement mit Auslandsstudienaufenthalten an der Rotman School of Management in Toronto sowie am Malik-Institut in St. Gallen.
Aus erster Ehe ist Otto Konrad Vater einer Tochter (geb. 1996) und lebt nun mit seiner zweiten Ehefrau und deren Tochter in Salzburg.

## Erfolge als Aktiver
Mit dem SV Austria Salzburg:
- 3 × Österreichischer Meister: 1994, 1995, 1997
- 2 × Supercupsieger: 1994, 1995
- 1 × UEFA-Cup-Finale: 1994
- 1 × Teilnahme an der Hauptrunde der Champions League: 1994/95
- 1 × Teilnahme an der Qualifikation zur Champions League: 1995/96

Mit den HCS-Senators:
- 1 × Meister in der Salzburger Eishockey Stadtliga: 2007/08